# Калікреїн-кінінова система
Калікреї́н-кіні́нова систе́ма (ККС) — група білків крові, що грають роль у регуляції судинного тонусу, діурезу, запалення, коагуляції і рецепції болю. Біологічно активними її компонентами є поліпептидні гормони — брадикінін і калідин. Це — одна з ключових каскадних протеолітичних систем плазми крові, що разом з ренін-ангіотензиновою системою, комплементом і системою зсідання крові бере участь в регуляції деяких базисних функцій організму, таких, як підтримання артеріального тиску, антигенної сумісності і гемостазу.

## Історія вивчення
Початком можна вважати 1909 рік, коли Abelous та Bardier повідомили про різке зниження артеріального тиску у щурів при внутрішньовенному введенні сечі (багатої на кініни). Пізніше, 1930 року, вчені Emil Karl Frey, Heinrich Kraut і Eugen Werle виявили високомолекулярну термолабільну речовину, що відповідала за цей ефект (т.з. викосомолекулярний кініноген, ВМК). Калікреїни були відкриті як протеази, що здатні вивільняти брадикінін і калідин з їх «високомолекулярних» попередників, кініногенів.

## Компоненти системи
ККС складається з групи високомолекулярних білків-попередників (кініногенів), активних поліпептидів (кінінів), а також набору активуючих (калікреїни, амінопептидази, кініназа І) та інгібуючих ферментів (кініназа ІІ).
У функціональному відношенні в людини можна виділити дві незалежні ККС, що включають різні типи калікреїнів, кініногенів і кінінів: плазматичну (циркулюючу) і органні (місцеві).
Плазматична ККС включає т.з. високомолекулярний кініноген (ВМК) і плазматичний прекалікреїн що синтезуються в печінці і секретуються, як решта білків плазми крові. Плазматичний прекалікреїн протеолітично активується ХІІа фактором зсідання крові та іншими протеазами (амінопептидазами) і в такому вигляді активує коагуляцію та вивільняє біологічно активний кінін — брадикінін з ВМК, що діє як прозапальний фактор.
Місцеві ККС складаються з місцево синтезованого або печінкового низькомолекулярного кініногену і тканинного калікреїну. Вони взаємодіють за тією ж самою схемою. Локальні ККС знайдені в багатьох внутрішніх органах і тканинах, зокрема, в міокарді, ниркових канальцях, ЦНС, підшлунковій залозі, простаті, слинних залозах та гранулоцитах.
На відміну від плазматичної ККС, органоспецифічні тканинні системи можуть безперервно продукувати калікреїн, відповідно і калідин тут утворюється постійно з системного чи місцевого кініногену: деякі локальні системи синтезують «свій», низькомолекулярний кініноген. Особливо це показово в нирках, де велика кількість калікреїну і кініногену синтезуються епітелієм канальців і виділяються з сечею.

### Білки-попередники
Високомолекулярний кініноген (ВМК) і низькомолекулярний кініноген (НМК) слугують попередниками активних поліпептидів. Самі вони біологічної активності не мають.
- ВМК синтезується в печінці поряд з прекалікреїном.
- НМК синтезується місцево, багатьма тканинами і секретується разом з тканинним калікреїном.

ВМК і НМК утворюються в результаті альтернативного сплайсингу одного гена.

### Біологічно активні поліпептиди
Власне, кініни — це поліпептидні гормони. Період напіврозпаду їх дуже короткий, близько 30 секунд.
- Брадикінін (БК) — нонапептид (Arg-Pro-Pro-Gly-Phe-Ser-Pro-Phe-Arg), що утворюється з ВМК під дією калікреїну, діє на В2 і в меншій мірі на B1 рецептори. Брадикінін, головним чином, складає пул циркулюючих кінінів і справляє системну дію на судинне русло.
- Калідин (КД) — декапептид, його ще називають — лізил-брадикінін (Lys-БК), вивільняється з НМК за впливу на нього тканинного калікреїну. Він діє переважно аутокринно чи паракринно на В1 і В2 рецептори.

### Ферменти
- Калікреїни (тканинний і плазматичний) — серинові протеази, каталізують утворення кинінів з кініногенів[3]. Прекалікреїн служить попередником плазмового калікреїну. Він може каталізувати утворення кінінів тільки після активації фактором Хагемана.
- Кініназа І (карбоксипептидаза) присутня у двох формах: циркулюючій N-формі (синтезується печінкою, 90% кініназної активності плазми) і зв'язаній з мембраною M-формі (синтезується ендотелієм місцево, залежно від органу). Відщеплює від молекули кініна кінцевий аргініновий залишок. Таким чином, утворюються активні метаболіти desArg9-брадикінін і desArg10-калідин. Окрім кінінази І, цю роль можуть виконати нейтральні ендопептидази та АПФ.
- Кініназа II (або Ангіотензинперетворювальний фермент, АПФ) має два активних центри: інактивує брадикінін і каталізує утворення ангіотензину II з ангіотензину I.
- Нейтральні амінопептидази беруть участь в утворенні активних кінінових метаболітів, послідовно відщеплюючи від N кінця амінокислотні залишки метіоніну і лізину.

## Рецептори кінінів

### В1 рецептори
В більшості тканин В1 рецептори відсутні у нормальному стані і з'являються лише після контакту з бактеріальними ендотоксинами (наприклад, ліпополісахаридами) або прозапальними цитокінами (наприклад, інтерлейкін-1). Брадикінін практично не має впливу на В1 рецептори. Типовими агоністами цього субтипу рецепторів є метаболіти брадикініну і калідину, що втратили свій термінальний аргініновий залишок (desArg9-БК і desArg10-КД) після відщеплення його кініназою І. В досліді на щурах було показано, що desArg9-БК справляє біологічний вплив (викликає артеріальну гіпотензію) лише після попередньої сенсибілізації тварин бактеріальними ліпополісахаридами.

### В2 рецептори
Найбільш вагомі біологічні ефекти кінінів відбуваються через посередництво В2-субтипу рецепторів (пов'язаних з G-білком). Вони присутні у великій кількості органів і тканин (наприклад, на ендотелії, фібробластах, залозистому епітелії, гладком'язових клітинах судин, кишечника, трахеї, матки, жовчного міхура, у нирках, серці, скелетних м'язах, ЦНС). В2 рецептори в однаковій мірі чутливі до брадикініну і калідину. Очевидно, їх стимуляція пов'язана з роботою ККС в звичайних умовах і забезпечує біологічні ефекти кінінів у регуляції роботи внутрішніх органів.

## Біологічні ефекти кінінів

### Системні ефекти
Поряд з вазодилятацією, що викликає місцеву гіперемію і зниження артеріального тиску, кініни стимулюють больові рецептори і викликають утворення набряку завдяки збільшенню проникності судин. Через ці властивості кініни вважаються класичними медіаторами запалення. Вони вносять свій вклад в розвиток шоку при панкреатиті, сепсисі і внутрішньосудинній коагуляції. Є також дані, що калікреїн має потужну хемотактичну активність, а кініни провокують вивільнення цитокінів з моноцитів.

### Місцеві ефекти
На відміну від плазматичної ККС, у нормальному фізіологічному стані кініни продукуються безперервно в різних органах. Це дозволяє ККС долучатися до регуляції багатьох фізіологічних функцій. Так, велике значення має утворення кінінів у залозистих органах (слинних, потових, підшлункової залозах, простаті, нирках) де кініни регулюють їх перфузію, секрецію, скоротливість гладкої мускулатури. Було показано присутність компонентів ККС в ЦНС і міокарді. В нирках кініноген і калікреїн синтезуються епітелієм канальців й секретуються у їх просвіт. Тож вони у великій кількості містяться у сечі. Було виявлено, що у нирках кініни посилюють місцевий кровообіг, а також діурез і натрійурез. В ендотеліоцитах під впливом кінінів стимулюється продукція оксиду азоту і простацикліну (простагландину І2).

## Зв'язок ККС з іншими ферментними системами плазми крові

### Зв'язок з системою комплемента
Існує взаємодія між двома протеолітичними системами у явищах запалення і судинної проникності. Окрім того, компонент комплемента — С1-інгібітор (C1-INH), білок що є інгібітором серинових протеаз (серпін) — найбільш важливий фізіологічний інгібітор калікреїну плазми, фактору XIa та XIIa. C1-INH також інгібує протеїнази фібринолітичної, та системи згортання крові. Дефіцит C1-INH дозволяє активацію калікреїну плазми, що призводить до утворення активного брадикініну.

### Зв'язок з системою коагуляції
Відомо, що активований XII фактор зсідання крові не лише забезпечує подальший ферментативний ланцюг в системі коагуляції, а і розщеплює прекалікреї до активного калікреїну. Калікреїн, у свою чергу, як серинова протеаза, поряд з розщепленням кініногенів до кінінів, здатен активувати XII фактор. Зв'язок ККС з системою зсідання крові вказує, що перша може бути активована в процесі контактної коагуляції (як відбувається при артриті, алергічному риніті, діалізі) а також в результаті взаємодії з бактеріальними чи ендогенними протеазами (як при сепсисі, панкреатиті чи операціях на передміхуровій залозі).

### Зв'язок ренін-ангіотензиновою системою
Циркулююча ККС має тісний зв'язок з ренін-ангіотензиновою системою (РАС) завдяки спільним для них ферментам — плазматичному калікреїну та кініназі II. Калікреїн розщеплює проренін до реніну і цим самим запускає каскад протеолітичних реакції, кінцевим активним продуктом яких є ангіотензин ІІ — потужний вазоконстриктор. Кініназа II, яка також називається ангіотензинперетворюючим ферментом (АПФ), забезпечує безпосереднє перетворення неактивного ангіотензину І на ангіотензин II. Таким чином, АПФ з однієї сторони активує РАС і, тим самим, сприяє підвищенню АТ, а з іншої — деградує кініни до неактивних метаболітів, нівелюючи їх гіпотензивний ефект.
Дослідження кінін-потенціюючого ефекту зміїних отрут дозволило відкрити перші інгібітори АПФ. Вони знайшли широке застосування в лікуванні артеріальної гіпертензії. Значна роль кінінів у широкому спектрі активності інгібіторів АПФ була пояснена, коли стало відомо, що вазодилятуючий ефект брадикініну опосередковується виділенням ендотеліальних медіаторів оксиду азоту (NO) і простацикліну (PGI2). Зараз це чи не найчисельніша група антигіпертензивних препаратів(близько 15 різновидів інгібіторів АПФ). Найчастіше їх застосовують у комбінації з тіазидними діуретиками. Поширеною побічною дією інгібіторів АПФ є сухий кашель, зумовлений накопиченням нерозщеплених кінінів у тканинах легень.